# Kagghamraåns sjösystem

Kagghamraåns sjösystem är ett antal sjöar och vattendrag med gemensam avrinning till Kaggfjärden i Östersjön. Avrinningsområdet omfattar 97 km², huvudsakligen i Botkyrka kommun.
Kagghamraån är en av de viktigaste reproduktionslokalerna för havsöring längs Sveriges ostkust. Även stensimpa och bäcknejonöga trivs i ån.

## Sjöar i Kagghamraåns sjösystem
- Axaren
- Bocksjön
- Brosjön
- Bysjön
- Getaren
- Gölan
- Lilla Skogssjön
- Malmsjön
- Mellansjön
- Somran
- Stora Skogssjön
- Övrasjön

## Bilder (sjöar i urval)

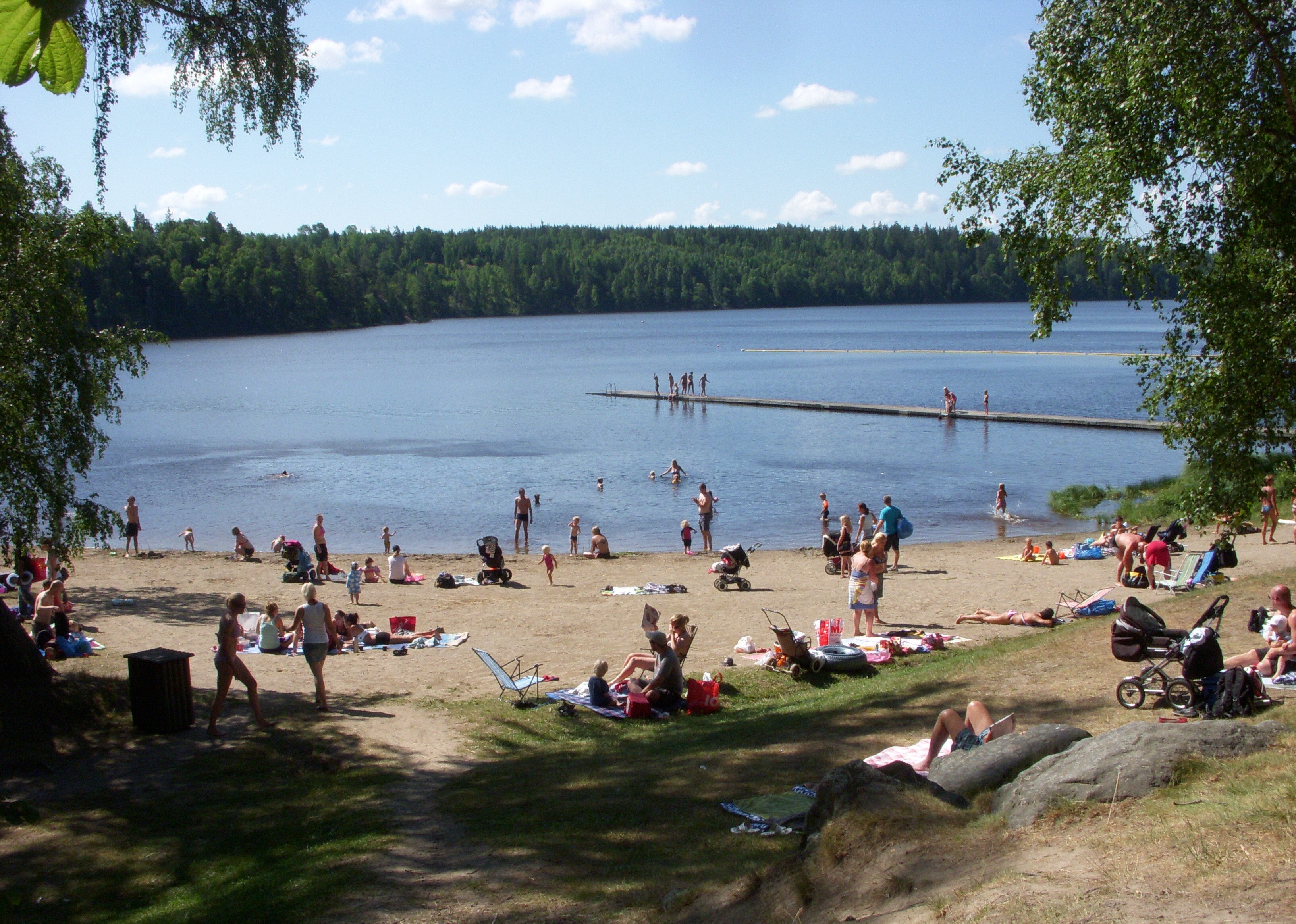
Getaren, juli 2010.
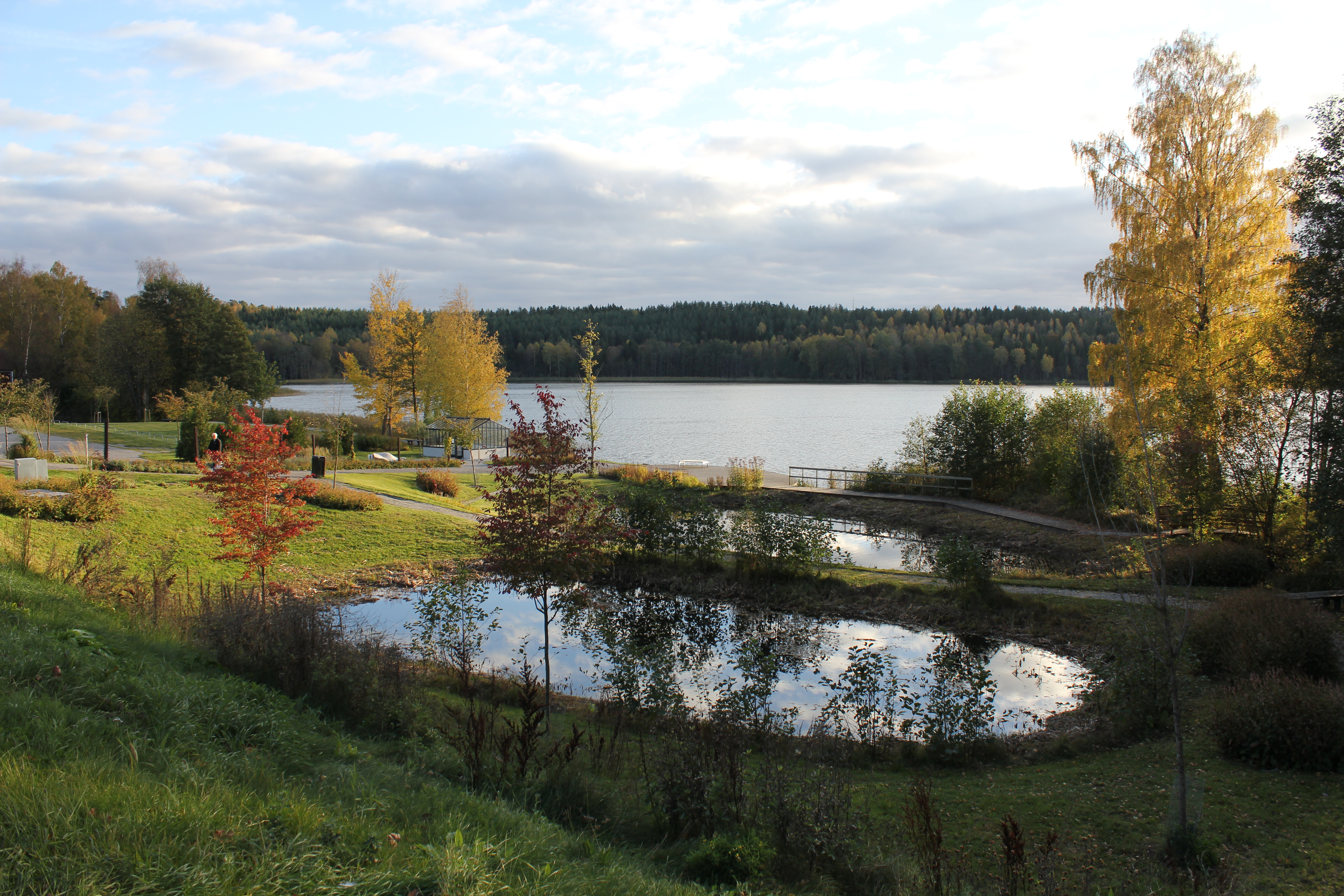
Malmsjön, oktober 2011.
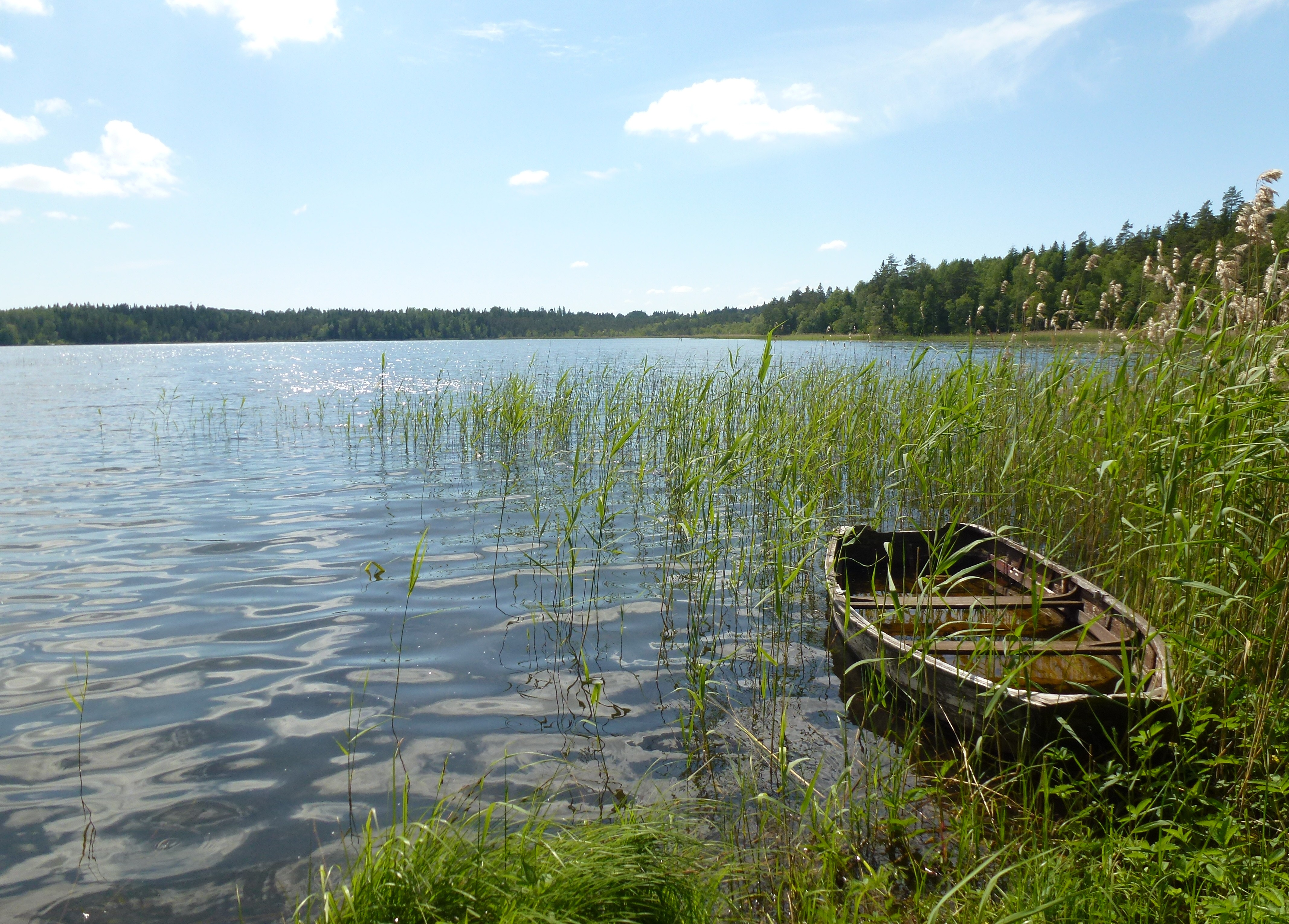
Lilla Skogssjön, juni 2012.
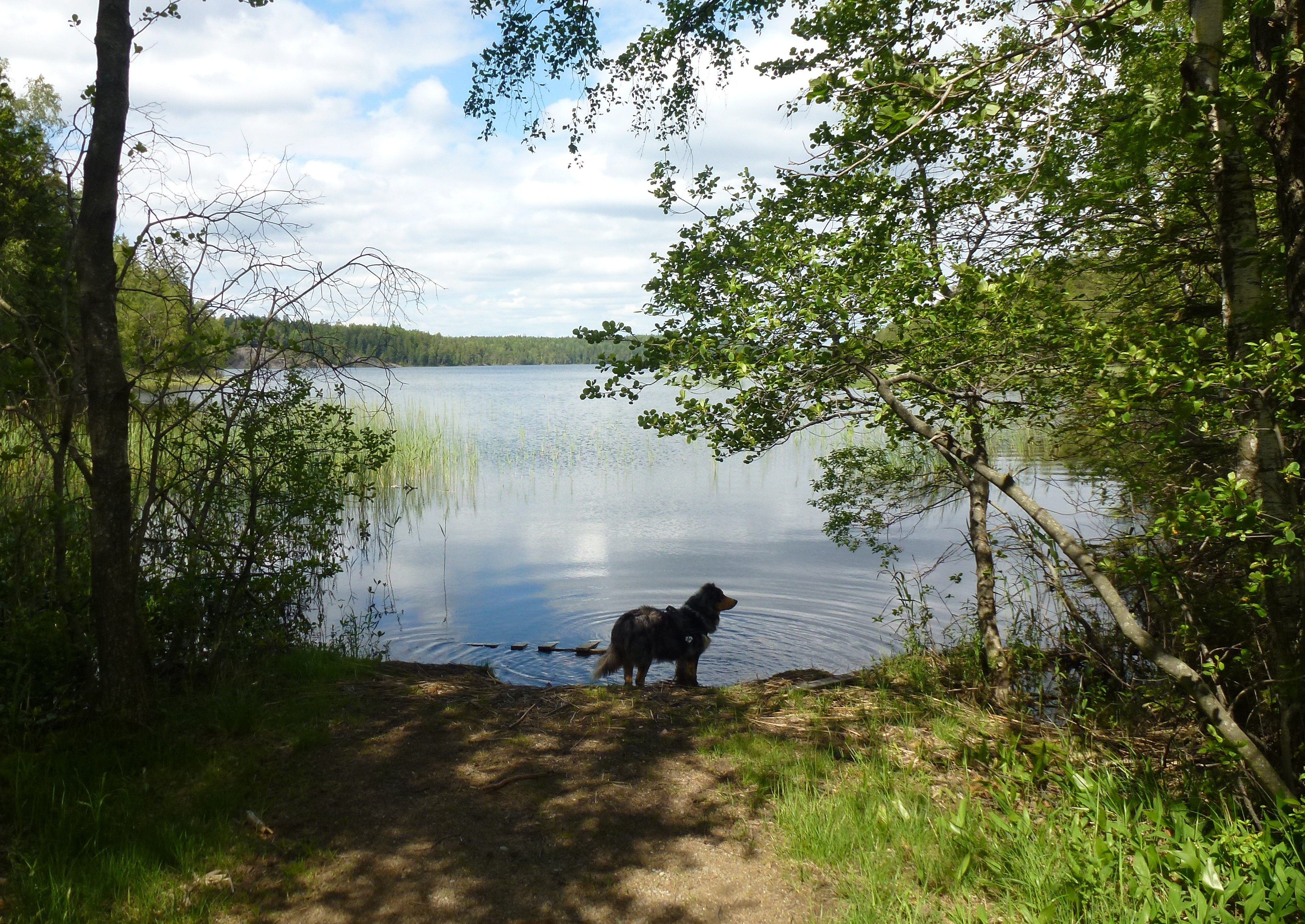
Stora Skogssjön, juni 2012.

## Karta

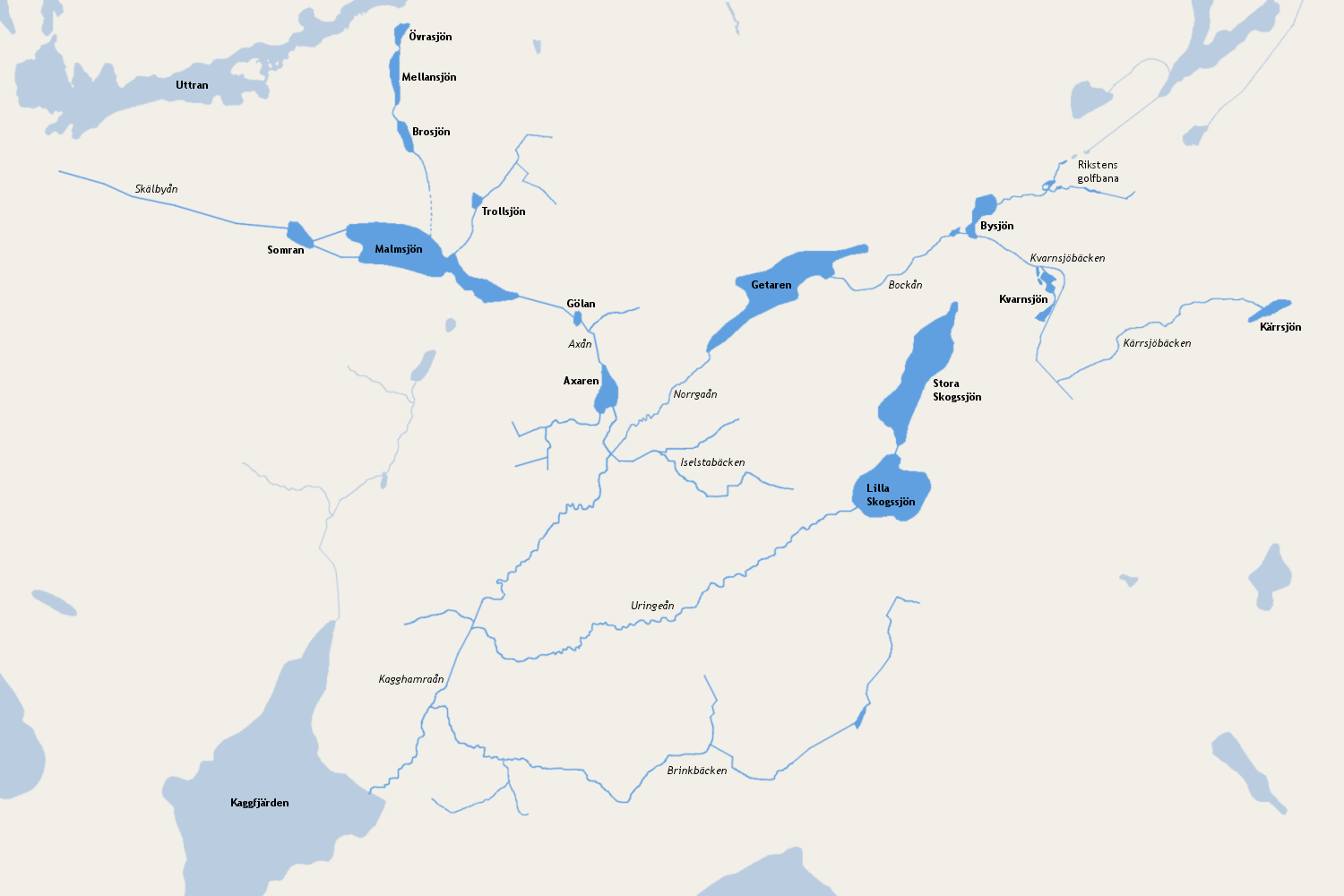
Karta över Kagghamraåns sjösystem. Sjöar är i fetstil och vattendrag i kursivstil. Streckade linjer är vattendrag under mark.

## Vattendrag i Kagghamraåns sjösystem
- Axån
- Bockån
- Brinkbäcken
- Iselstabäcken
- Kagghamraån (huvudfåran)
- Kvarnsjöbäcken
- Kärrsjöbäcken
- Norrgaån
- Skälbyån
- Uringeån